# Il ladro gentiluomo
Il ladro gentiluomo è un romanzo della scrittrice italiana Alessia Gazzola, edito da Longanesi nel 2018. Nel 2019 ha vinto il premio Premio Bancarella. È l'ottavo libro con protagonista Alice Allevi, pasticciona aspirante medica legale, dottoranda all'Istituto di Medicina Legale di Roma. La serie, bestseller in patria, è stata tradotta in varie lingue tra cui francese, tedesco, polacco, turco e spagnolo.
Dai primi tre romanzi, è stata tratta la prima stagione de L'Allieva, realizzata da Endemol Shine Italy e Rai Fiction e trasmessa su Rai 1 dal 26 settembre al 31 ottobre 2016. La seconda stagione è andata in onda dal 25 ottobre al 28 novembre 2018 sempre su Rai 1 e la terza è stata trasmessa in prima visione in Italia da Rai 1 dal 27 settembre all'8 novembre 2020.

## Trama
La Wally manda Alice a Domodossola e lei é triste per l'assenza di Claudio e si lamenta del freddo. Intanto le viene affidato il caso di Arsen, morto in casa Savi. Claudio la raggiunge per il weekend. Durante l'autopsia Alice trova un diamante nella pancia di Arsen e lo consegna a un poliziotto, Alessandro Manzoni. Si scopre che lui non era un poliziotto e che é sparito. Claudio si arrabbia con Alice. La fidanzata del morto confessa che sapeva che lui era andato a rubare nella villa. Alice la convince ad andare a testimoniare. Il diamante era stato rubato anni prima, a Roma ad Anastasia Savi. Claudio torna a trovare Alice. Muore il padrone della villa, Luigi Savi. Alice si ammala, poi va a Roma e parla a Calligaris del furto del diamante. Ci sono state altre rapine di diamanti a Roma. Velasco, il capo di Alice a Domodossola, le propone di assumerla come aiutante. I Savi non sono più ricchi, si pensa a una truffa all'assicurazione. Alice incontra di nuovo il truffatore e gli fa una foto. Alice scopre di essere incinta. Va a Roma a fare una sorpresa a Claudio. Lui fa un rilievo con Beatrice. Claudio sta per tradire Alice ma si ferma all'ultimo. Alice capisce tutto, scappa e viene investita. Nell'incidente perde il bambino. Poi lascia Claudio. Alice torna a Domodossola e lavora. Incontra il cugino di Anastasia che crede che il diamante dovesse andare al suo ramo della famiglia. Claudio la chiama tutti i giorni, ma lei non risponde e lui smette. Il diamante risulta in vendita all'asta. La Wally viene a trovare Alice e le dice che Claudio vuole andare in America. Alice scopre che in casa Savi e in gioielleria ci sono tracce di Alessandro Manzoni. Il supremo muore, Alice torna a Roma per i funerali, lei e Claudio stanno insieme ma Alice non si fida più di lui. Alessandro Manzoni scrive al PM che il signor Savi è stato ucciso. Maria sta male, ha mangiato miele a casa di Velasco. Alice scopre che c'è un miele velenoso illegale. Velasco è fidanzato con Anastasia. Alice chiede alla Wally di tornare a Roma, poi propone a Claudio di ricominciare, ma lui pensa che sia troppo tardi. Alice e il PM risolvono il caso. La spilla era stata rubata dall'ex marito di Anastasia, Alessandro Manzoni, poi si erano lasciati e lui aveva rubato la pietra a lei. Poi gliela aveva ridata per amore, ma lei la aveva messa in vendita. Luigi aveva capito tutto e Anastasia lo aveva ucciso con l'aiuto di Velasco. Alice torna a Roma, Claudio va in America, Alice gli chiede di andare con lui.

## Edizioni
- Alessia Gazzola, Il ladro gentiluomo, Milano, Longanesi, 2018, ISBN 9788830449633.